# حسین ناطقی
حسین ناطقی (انگلیسی: Hossein Nateghi؛ زادهٔ ۸ فوریهٔ ۱۹۸۷ ‏(۳۸ سال)) دوچرخه‌سوار اهل ایران است.